# Đinh Phương Thành
Đinh Phương Thành (sinh ngày 3 tháng 9 năm 1995) là một vận động viên Thể dục dụng cụ người Việt Nam.
Anh ấy giành được 1 tấm huy chương đồng ở nội dung xà kép nam tại Đại hội Thể thao châu Á được tổ chức ở Incheon, Hàn Quốc. 2015, Đinh Phương Thành giành được 4 tấm huy chương vàng tại Đại hội Thể thao Đông Nam Á được tổ chức ở Singapore. Năm 2018, anh tham gia thi đấu tại Đại hội Thể thao châu Á được tổ chức tại Jakarta, Indonesia.
2019, Đinh Phương Thành giành được huy chương vàng ở nội dung xà kép nam và ở nội dung xà đơn nam tại Đại hội Thể thao Đông Nam Á được tổ chức tại Philippines. Anh ấy cũng giành được 1 tấm huy chương đồng tại nội dung ngựa tay quay nam.